# Dytiscus carolinus
Dytiscus carolinus är en skalbaggsart som beskrevs av Aubé 1838. Dytiscus carolinus ingår i släktet Dytiscus och familjen dykare. Inga underarter finns listade i Catalogue of Life.